# Salmonellosi

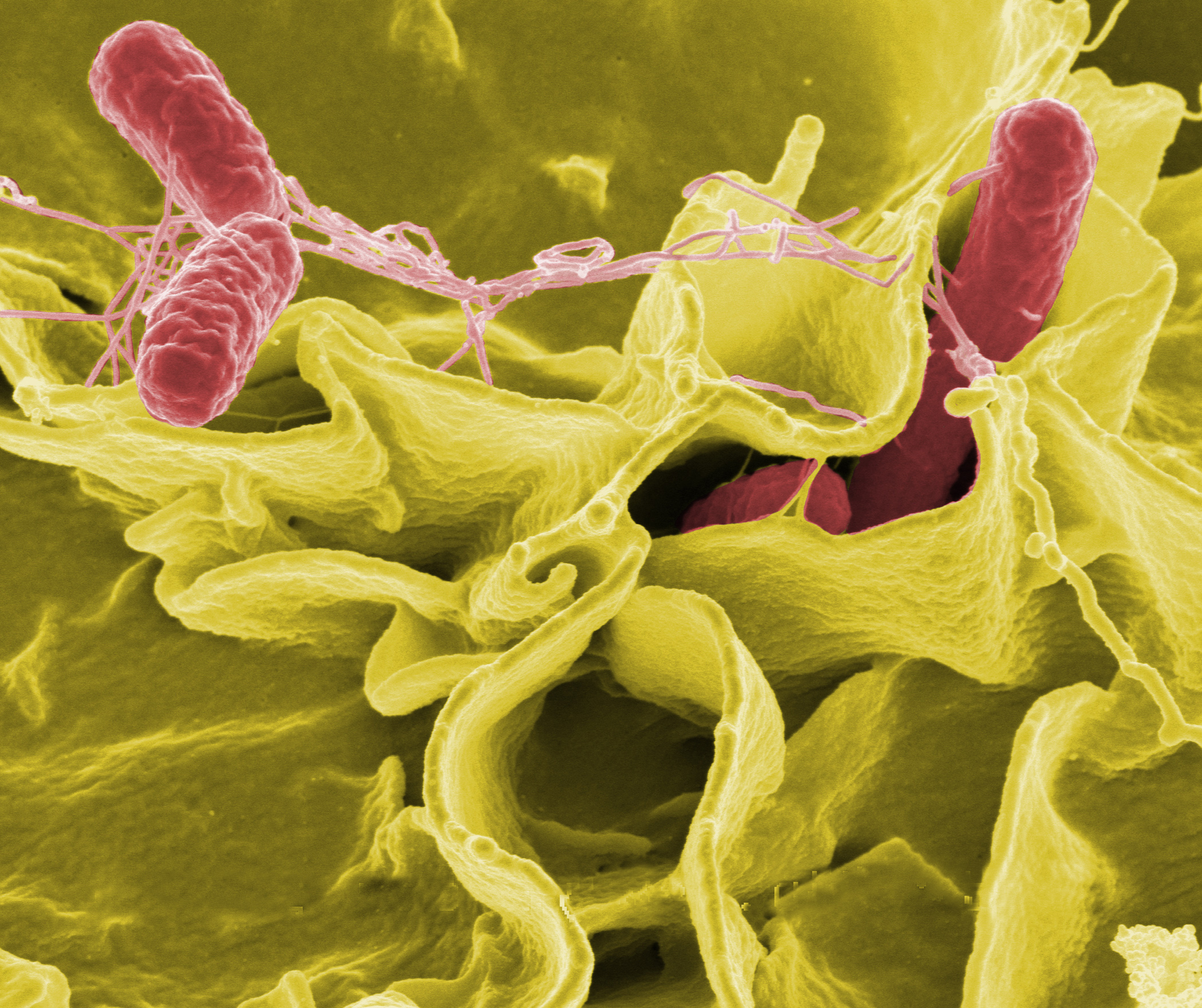
Micrografia elettronica di Salmonella typhimurium (in rosso) mentre invade cellule umane in coltura

La salmonellosi è un'infezione dell'apparato digerente provocata dai batteri di forma bastoncellare appartenenti alla famiglia delle Enterobacteriaceae, del genere Salmonella.

## Modalità di trasmissione
La salmonellosi si trasmette per via oro-fecale, in particolare attraverso l'ingestione di cibi contaminati da feci animali o umane infette, che però non presentano alcuna alterazione alla vista o all'olfatto perché, se non raramente, il batterio non riesce subito ad iniziare il suo ciclo metabolico.
Quando ci riesce, questo produce idrogeno solforato (H2S), che produce uno sgradevole odore che fa capire che il cibo è avariato.

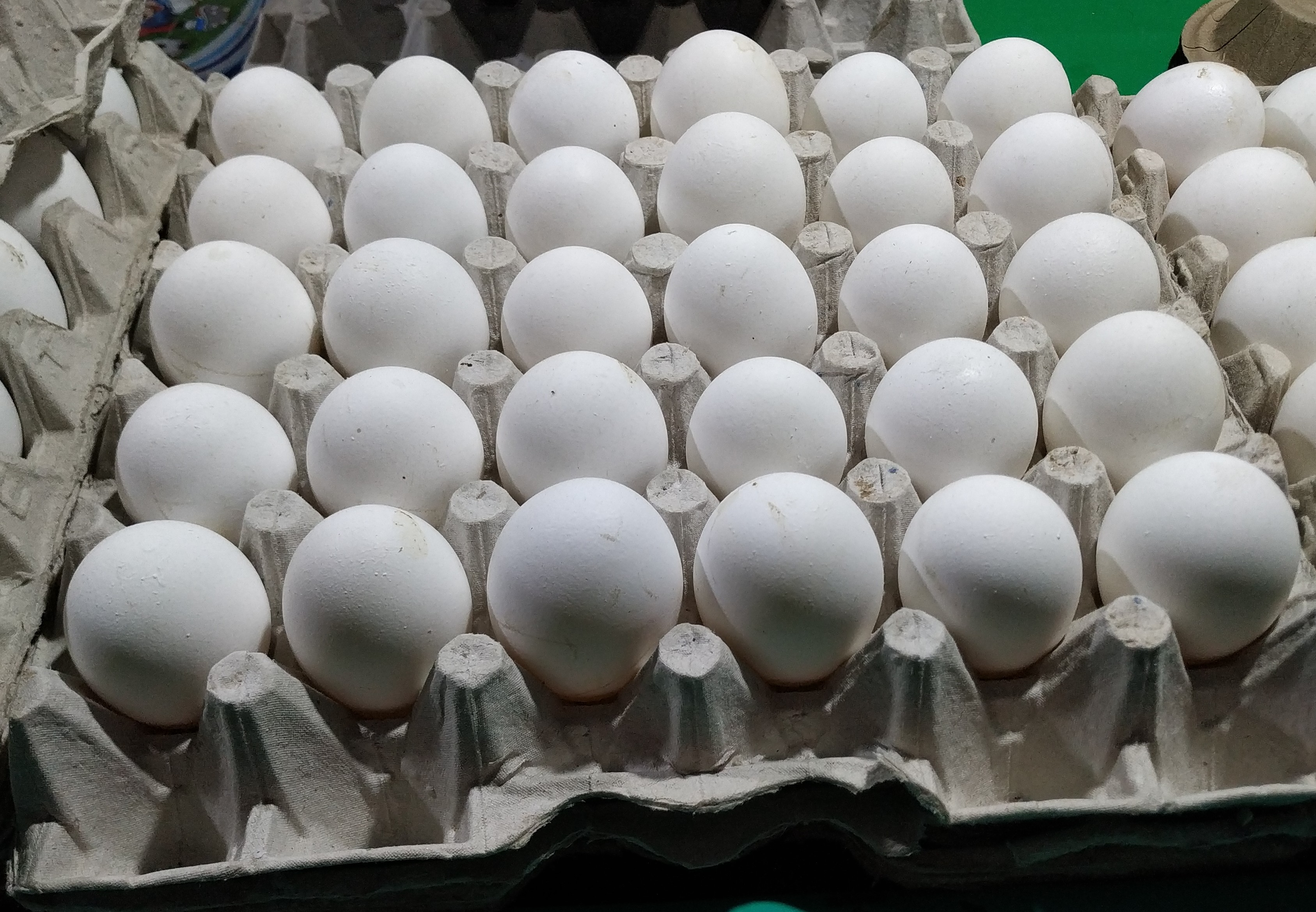
Uova contaminate sono tra gli alimenti a rischio di infezione da salmonella

I cibi più comunemente considerati a rischio sono:
- carne cruda
- uova
- pollame
- latte non pastorizzato e i suoi derivati
- maionese fresca
- creme e succhi di frutta non pastorizzati.

In generale, tutti gli alimenti contaminati con feci di animali (uomo incluso), anche attraverso la concimazione con letame, possono contenere salmonelle, comprese le verdure.

## Ciclo della malattia
I sintomi iniziano a circa 12-24 ore dall'ingestione del cibo contaminato, inizialmente con dolori gastrici, poi addominali, aerofagia e un sapore che in bocca sa di "uova marce". Dopo altre 12 ore iniziano i primi sintomi eclatanti come vomito, (si può vomitare fino ad una volta ogni due ore), dolori articolari, crampi, febbre, scompensi di temperatura, allucinazioni (di solito appena prima del vomito) e diarrea alternata a stitichezza.
Segue poi un giorno di stasi; il giorno successivo si presentano feci liquide, gialle, particolarmente odorose e a pH acido.
La malattia conclude il suo ciclo da sola, quando l'organismo riesce a liberarsi del batterio legatosi all'epitelio intestinale.
Nei soggetti non fragili e non immunocompromessi, è sconsigliato l'uso di antibiotici, che oltre ad essere inutile può indurre fenomeni di antibiotico resistenza. L'infezione negli individui immunocompetenti si risolve da sola nel giro di pochi giorni, anche se è comunque buona norma mantenere una corretta idratazione ed assunzione di elettroliti al fine di reintegrare ciò che è stato perso.